# دین مردم آذری
ترک زبانانی که عمدتا در منطقه قفقاز و خاورمیانه زندگی می‌کنند و در جغرافیای کشورهای ایران، جمهوری آذربایجان، گرجستان، ترکیه، روسیه و ارمنستان پراکنده هستند. و جوامعی را در اروپا و جهان غرب به خصوص آمریکا و کانادا تشکیل داده اند. به صورت اکثریت قاطع از پیروان دین اسلام و وابسته به مذهب تشیع از شاخه دوازده امامی در حدود ۹۰٪ می‌باشند، اما در میان ترک های آذربایجانی اقلیت‌های مذهبی قابل توجهی نظیر اهل تسنن، علویان و گروه‌های کوچکی را پیروان آئین بهائیت، زرتشتیان و یارسان شامل می‌شوند.

## ایران

### تشیع
مردم ترک زبان آذربایجانی  در ایران که عمدتا سکونتگاه آنان منطقه شمالغرب کشور شامل آذربایجان می‌باشد، پیرو دین اسلام و مذهب شیعه اثنی عشری می‌باشند، قوم ترک در ایران از متعصب‌ترین پیروان مذهب تشیع به‌شمار می‌رود. قمه‌زنی نیز توسط ترک‌های آذربایجانی به سایر اقوام و بلاد منتقل شده‌است
در تمامی شهرهای ترک نشین آذربایجان مراسمی چون طشت‌گذاری، سینه‌زنی، زنجیرزنی، شام غریبان، شبیه خوانی و مرثیه، روضه، نوحه خوانی به زبان ترکی رواج دارد، مردم  آذربایجانی در ایران به هنگام مهاجرت به سایر کلانشهرهای بزرگ کشور نظیر تهران، مشهد و قم پایبندی خود به مذهب تشیع و برپایی منظم عزاداری‌های منحصر به فردشان را فراموش نمی‌کنند.
برخی از مهم‌ترین و معروفترین شهرهای آنان در ایران می‌توان از موارد ذیل نام برد:
- ۱) زنجان: حسینیه اعظم زنجان یکی از بزرگترین مراکز مذهبی جهان تشیع[۱۳] که پرشورترین تجمع آیینی زنجانی‌ها به‌شمار می‌رود که قدمتش به دوران قاجاریه می‌رسد که نخستین قربانگاه جهان تشیع در زنجان نیز می‌باشد.[۱۴] جمعیت دسته جات عزاداری حسینیه اعظم بین ۲۵۰ هزار[۱۴] تا نیم میلیون نفر می‌باشد.[۱۵] که به عنوان دهمین میراث معنوی کشور ثبت گردیده است[۱۳] در خبرگزاری‌های داخلی، از زنجان به عنوان بزرگترین جمعیت عزادار حسینی در جهان نام می‌برند.[۱۶] در اجتماع بزرگ عزاداران در حسینیه اعظم زنجان افراد خارج از کشور و همچنین استان‌های همجوار نیز حضور یافته، و همه ساله نذورات این حسینیه بیش از یک میلیارد تومان جمع‌آوری می‌شود، از زنجان با عنوان پایتخت شور و شعور حسینی نیز یاد می‌شود.[۱۷]
- ۲) اردبیل: در اردبیل نیز شیعیان طبق یک رسم و رسوم دیرینه مقام و منزلت ائمه معصومین را گرامی می‌دارند، اردبیل که به شهر عاشقان حضرت ابوالفضل و پایتخت تشیع و عشق حسینی معروف است همه ساله در میدان عالی قاپوی اردبیل گردهم آمده و با تجمع چند هزار نفری همانند زنجانیان به قطبی از شهر عشاق شیعیان تبدیل شده‌است. و از مشهورترین سوگواری‌های عزاداری ماه محرم به‌شمار می‌روند.[۱۸][۱۹] طشت‌گذاری در اردبیل نیز جزء غنی‌ترین فرهنگ عاشورایی شیعیان این شهر به‌شمار می‌رود.[۲۰]
- ۳) تبریز: تبریز نیز به مانند سایر نقاط آذربایجان و شهرهای تُرک‌نشین ایران، با سبک و شیوه سنتی سوگواری‌های مخصوص به خود نظیر شاه‌حسین‌گویان را برگزار می‌کنند،[۲۱] دستجات حسینی در بازار تبریز در سه گروه عمده زنجیرزنان . سینه زنان عرب و سینه زنان عجم گرد هم می‌آیند،که از مهم‌ترین این دسته‌جات عزاداری در بازار تبریز می‌توان به زنجیر زنان محله شتربان(قاسمیه). زنجیزنان راسته‌کوچه، سینه‌زنان عرب ویجویه و سینه‌زنان عجم لیل‌آباد اشاره کرد.[۲۲] نکته قابل ذکر، ثبت ملی آیین‌های عزاداری بازار تاریخی تبریز در میراث ناملموس آثار ملی ایران اشاره کرد.[۲۳]
- ۴) مراغه: از مراغه به عنوان شهر حسینی یاد می‌کنند، مردم این شهر در طول ایام سال نسبت به برگزاری مراسم عزاداری هفتگی به صورت‌های مختلف اقدام می نمایند. برپایی تکایا و مجالس عزاداری و دسته جات حسینی در زول دهه اول ماه محرم در این شهر با شور خاصی انجام می پذیرد. از مهم‌ترین و قدیمی‌ترین هیئات حسینی مراغه و حسینیه‌های مشهور آن می‌توان به حسینیه حاجی غفار، حسینیه امین حضرت، حسینیه حاج حسین پاشا، حسینیه حاج میری، حسینیه میربدیعی(بالا میری)، حسینیه اعظم قاسمیه مراغه، هیئت غربا اشاره نمود.
- ۵) ارومیه: ارومیه نیز در ماه محرم و صفر رنگ و بوی خاصی از تشیع و عزاداری حسینی را به خود می‌گیرد، و با جمعیت چند صد هزار نفری واقعه عاشورا را گرامی داشته[۲۴] و طبق یک سنت دیرین نماز ظهر عاشورا را به صورت جماعت اقامه می‌کنند.[۲۵]
- ۶) خوی: از خوی نیز به عنوان شهر مؤمنین و دارالصفا یاد می‌کنند،[۲۶] که همه ساله با تجمع در میدان شیخ نوایی خوی مراسم عزاداری و سوگواری حسینی را برگزار می‌کنند.[۲۷]

|  |  |

### تسنن
آذری های  سنی مذهب (شافعی و حنفی) که بیشتر در استان آذربایجان غربی زندگی می‌کنند و جمعیت شان در حدود ۲۰۰،۰۰۰ نفر تخمین زده می‌شوند که در حوالی شهرستان‌های ارومیه، خوی و سلماس سکونت می‌کنند از مهم‌ترین روستاهای تُرک سنی مذهب در حوالی شهرستان ارومیه که ۳۰ مورد عنوان می‌شود، می‌توان از بالو، قولنجی، کهریز، گجین، گل تپه و... نام برد. در استان اردبیل نیز عده‌ای سنی مذهب حنفی در شهرستان بیله‌سوار و همچنین اهل سنت شافعی در شهر هشتجین  از توابع خلخال سکونت دارند. ناحیه سنی نشین در منطقه هشتجین خلخال تا برخی روستای های شهرستان میانه در استان آذربایجان شرقی نیز امتداد دارد و اهل سنت در آنجا هم ساکن اند. 
در برخی روستاهای شهرستان ماهنشان استان زنجان نیز عده ای اهل سنت ساکن اند.

### یارسان
یارسان (یا اهل حق) نام آیینی است که بیشینه پیروان این مسلک در ایران سکونت می‌کنند، که نباید با علویان سایر کشورها اشتباه گرفته شود. بیشینه پیروان آذربایجانی این آیین در شهر [ایلخچی]  و بخش‌هایی از شهرستان ویژه مراغه در استان آذربایجان شرقی پراکنده می‌باشد. در شهرستان میاندوآب نیز جوامعی کوچک از پیروان مکتب یارسان سکونت دارند.

### علوی
علویان  تُرک در ماکو پراکنده هستند.

### اماکن مذهبی
جدول زیر فهرستی از معروف‌ترین و شناخته شده‌ترین اماکن مذهبی در آذربایجان و زنجان می‌باشد
| نام              | تصویر | محل قرارگیری               | دور ساخت اثر | نام                           | تصویر  | محل قرارگیری | دور ساخت اثر |
| ---------------- | ----- | -------------------------- | ------------ | ----------------------------- | ------ | ------------ | ------------ |
| مسجد جامع اردبیل |       | اردبیل                     | سلجوقیان     | آرامگاه سید امین‌الدین جبراییل |        | اردبیل       | صفویان       |
| مسجد جامع زنجان  |       | زنجان                      | قاجاریه      | آرامگاه ملاحسن کاشی           |        | ابهر         | صفویان       |
| گنبد سلطانیه     |       | آرامگاه شیخ شهاب‌الدین اهری |              | اهر                           | صفویان |              |              |
| مسجد جامع ارومیه |       | ارومیه                     | ایلخانان     | سه‌گنبد                        |        | ارومیه       | خوارزمشاهیان |
| سید حمزه         |       | تبریز                      | ایلخانان     | مسجد کبود                     |        | تبریز        | قره قویونلو  |
| مسجد صاحب‌الامر   |       | تبریز                      | صفویان       | مسجد جامع تبریز               |        | تبریز        | سلجوقیان     |
| مسجد قراملک      |       | تبریز                      | صفویان       | مسجد حاج صفرعلی               |        | تبریز        | صفویان       |
| ارگ تبریز        |       | تبریز                      | ایلخانان     | مسجد جامع قروه                |        | ابهر         | سلجوقیان     |

## جمهوری آذربایجان
تشیع مذهب اکثریت و مردم ترکی آذری زبان قومیت اکثریت را در جمهوری آذربایجان تشکیل می‌دهد. این کشور به همراه ایران، عراق و بحرین جزء کشورها با اکثریت اهل تشیع می‌باشد. مرکز تحقیقات پیو بر اساس یک پژوهش در سال ۲۰۰۹ میلادی جمعیت مسلمانان این کشور را ۹۹٫۲٪ برآورد کرده‌است بر اساس اطلاعات کتابخانه ریاست جمهوری آمریکا بیش از ۹۵٪ از کل جمعیت جمهوری آذربایجان را اقوام مسلمان و بر اساس اطلاعات سازمان سیا و سازمان آمار جمهوری آذربایجان، بیش از ۹۰٪ بافت قومی جمهوری آذربایجان، آذری زبان هستند. از جمعیت بیش از ۹۵ درصدی مسلمانان جمهوری آذربایجان را در حدود ۸۵٪ شیعیان و ۱۵٪ اهل تسنن تشکیل می‌دهند. همچنین اداره مسلمانان قفقاز در سال ۱۹۴۳ به فرمان جوزف استالین بنیان‌گذاری شده‌است. اداره مسلمانان قفقاز به استقرار باکو و شیخ الاسلامی الله شکور پاشازاده وظیفه پشتیبانی و صدور فتوا به کلیه مسلمانان (شیعه و سنی) قفقاز و فدراسیون روسیه را بر عهده دارد. در سال ۲۰۱۱ میلادی در کل جغرافیای جمهوری آذربایجان؛ ۱،۸۰۲ مسجد، شناسایی شده‌است.
در تمامی شهرهای جمهوری آذربایجان شیعیان آذری دارای مساجد می‌باشند که برخی از مهم ترین، قدیمی‌ترین و شناخته‌ترین مساجد آذری‌های این کشور بدین ترتیب می‌باشد:

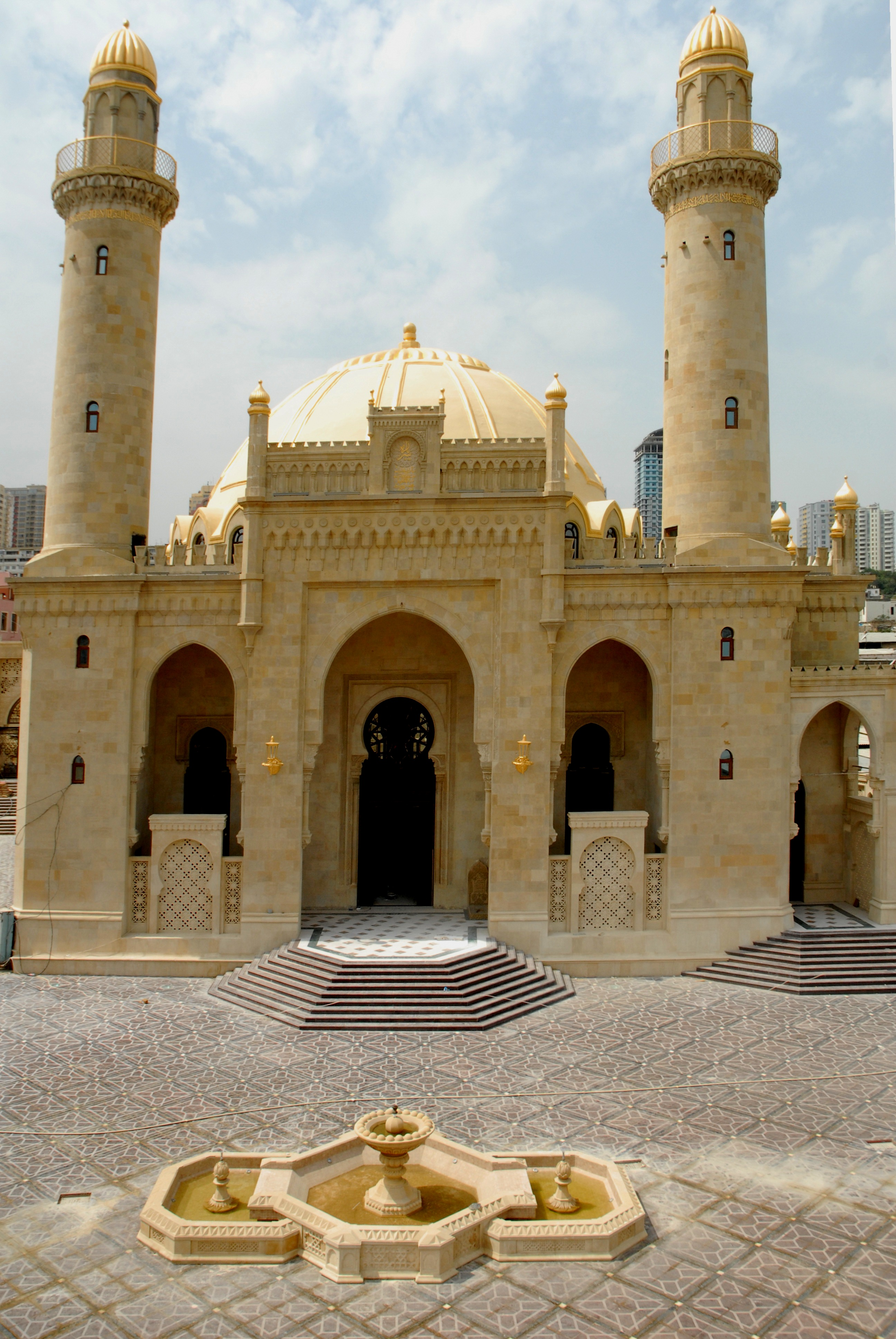
مسجد تازه‌پیر در باکو
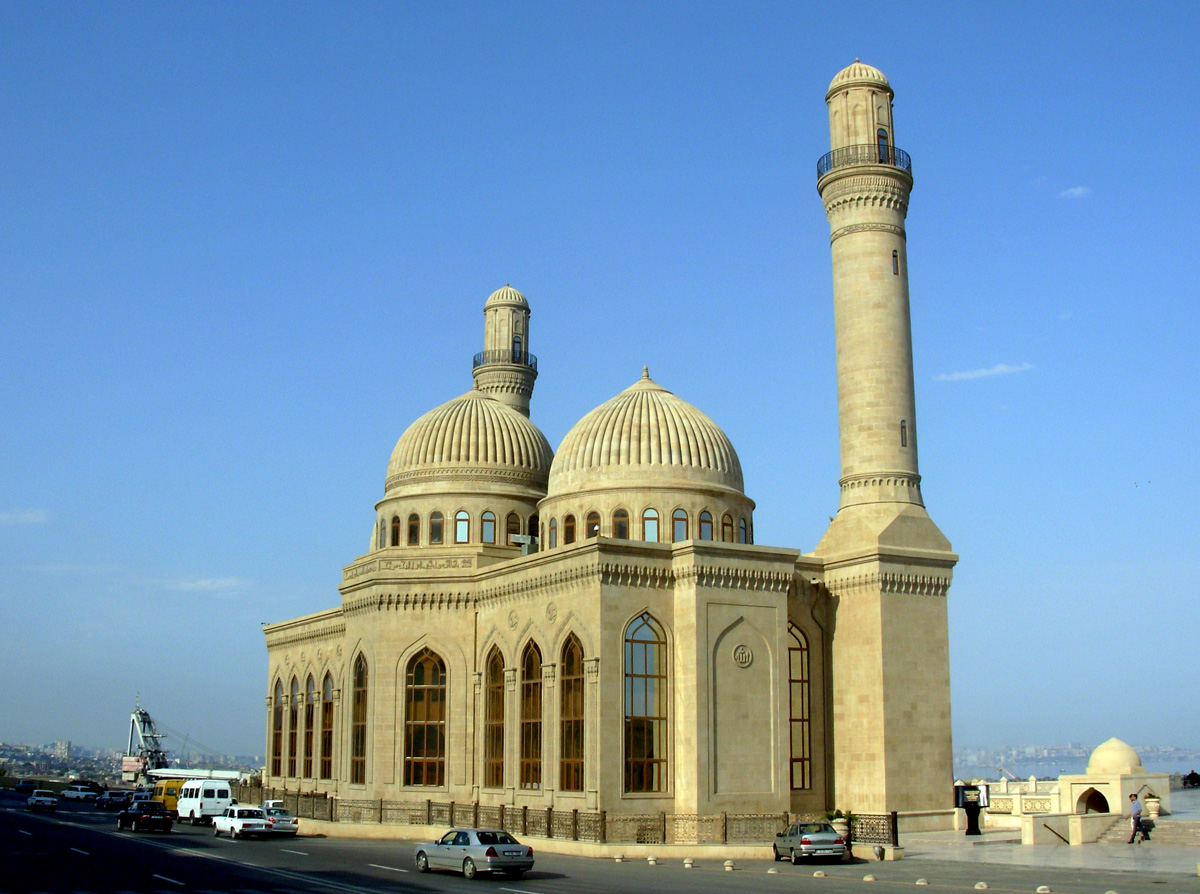
مسجد بی‌بی هیبت در باکو
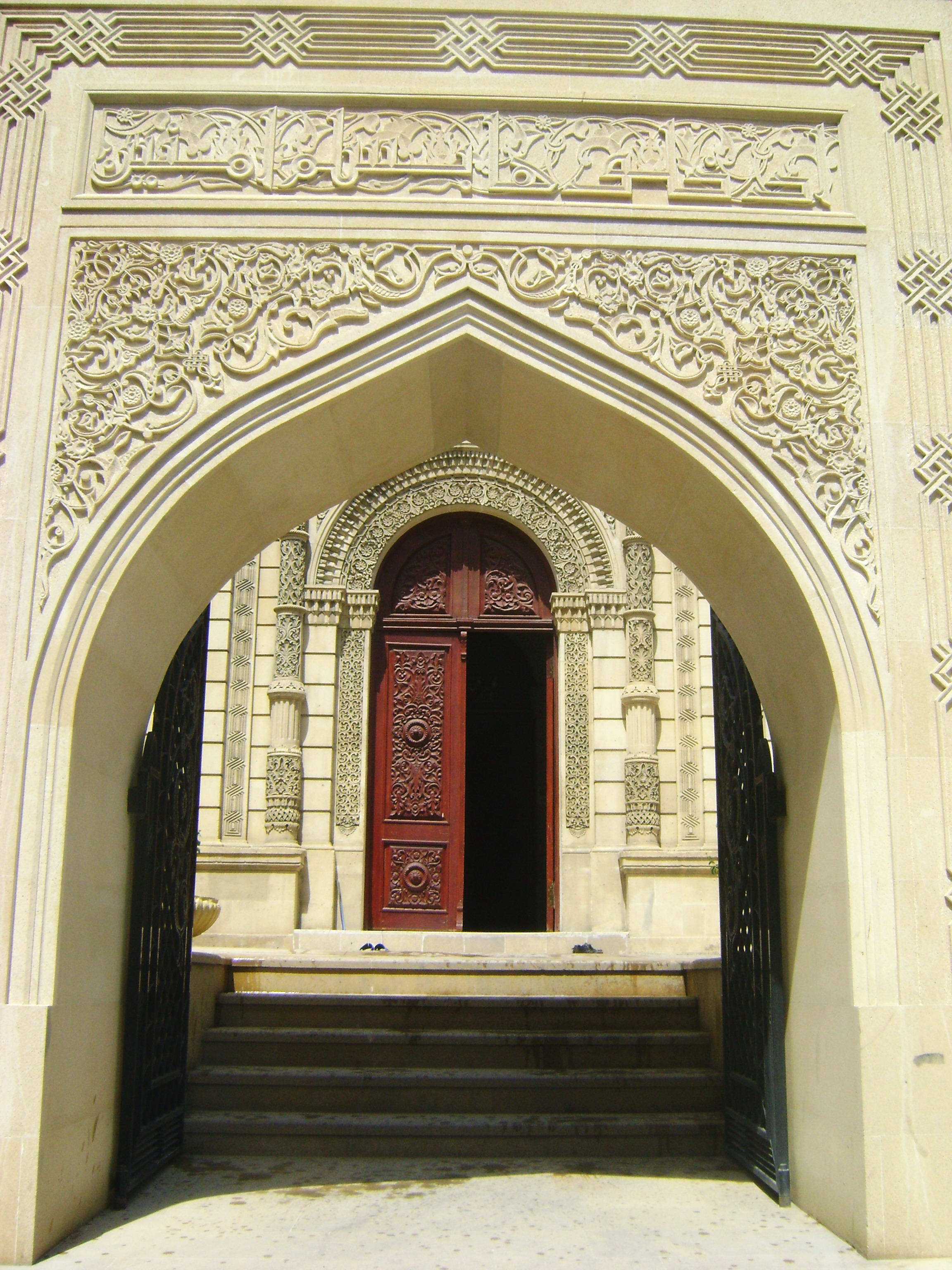
مسجد جمعه در باکو
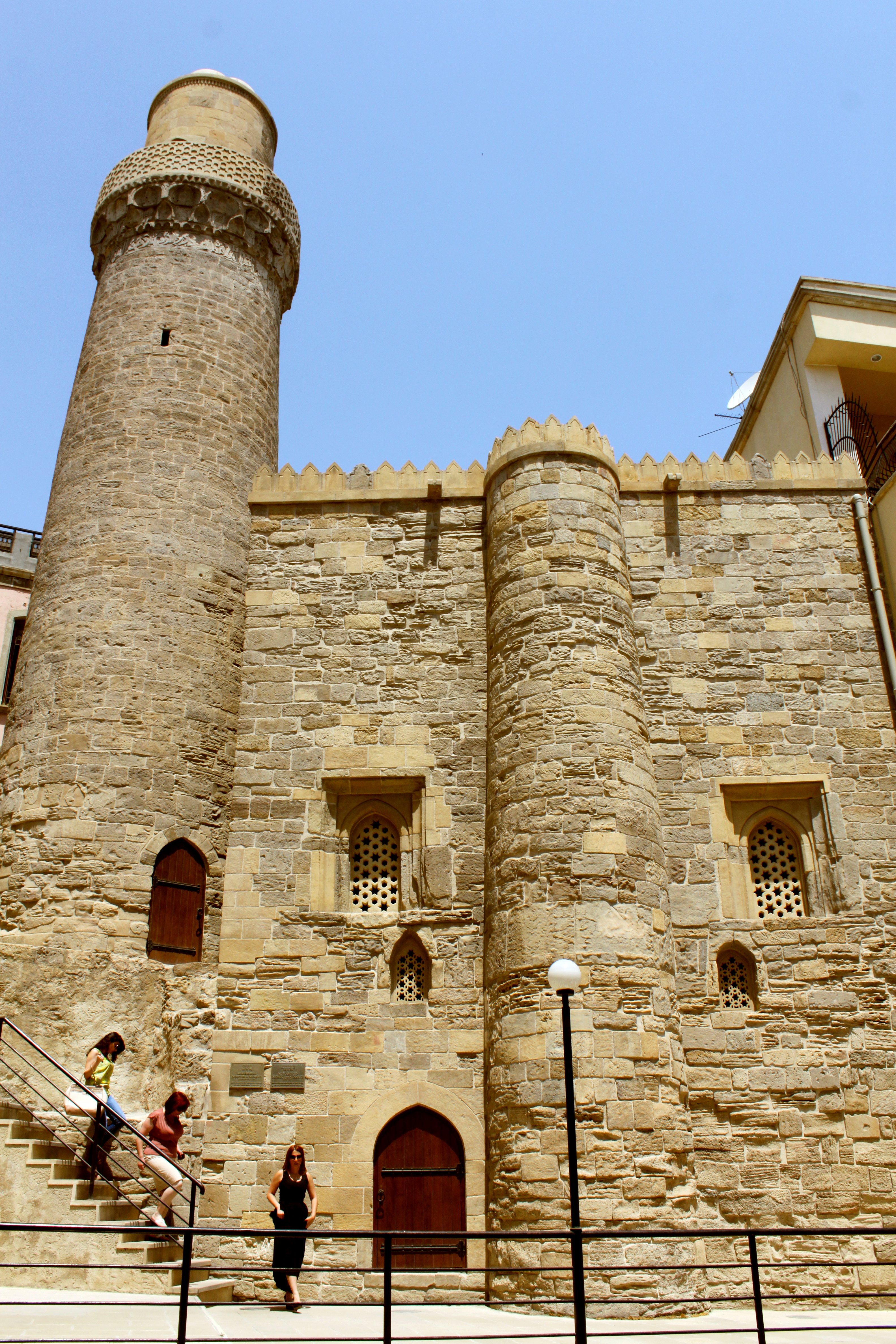
مسجد محمد در باکو
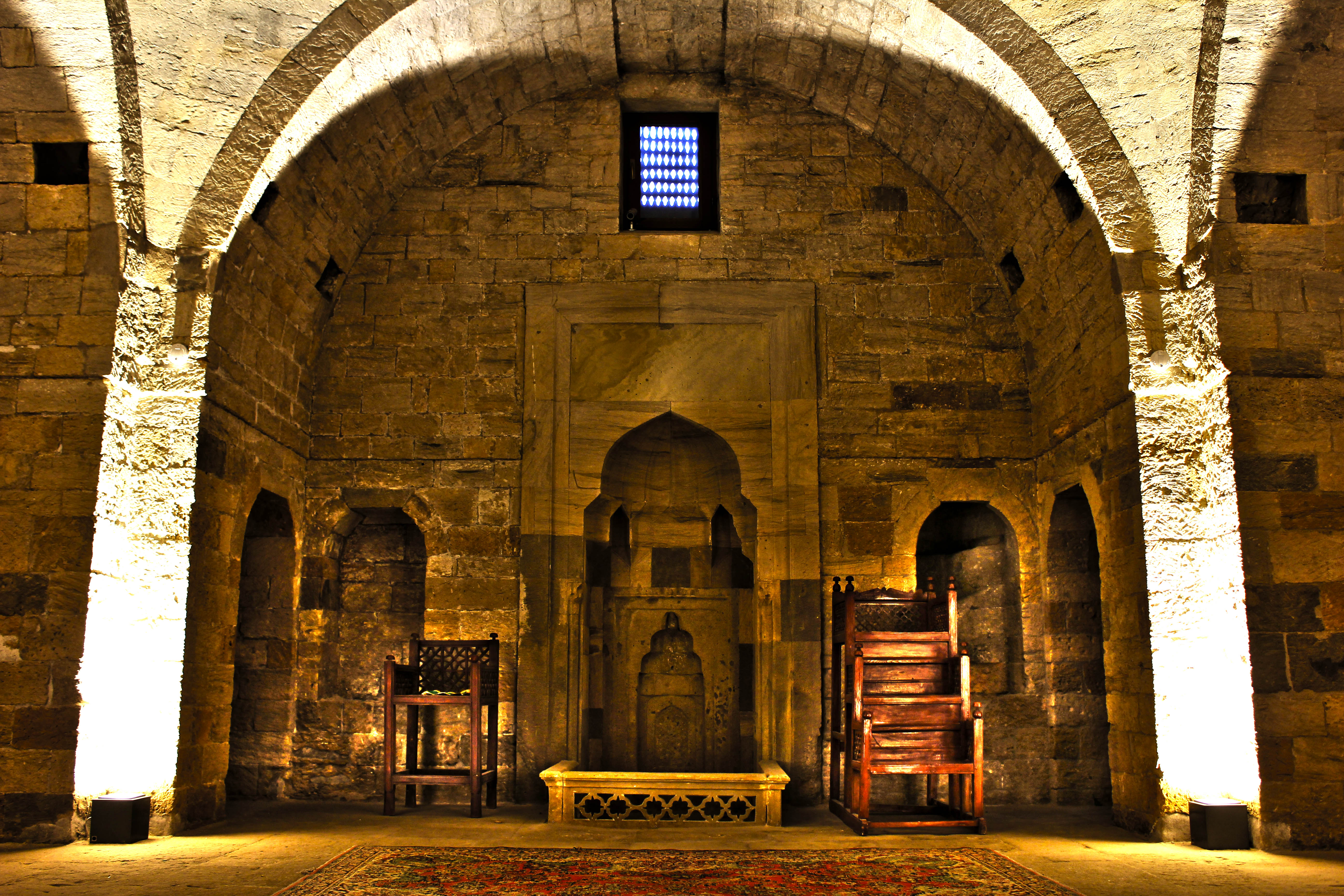
مسجد سارای در باکو

## گرجستان

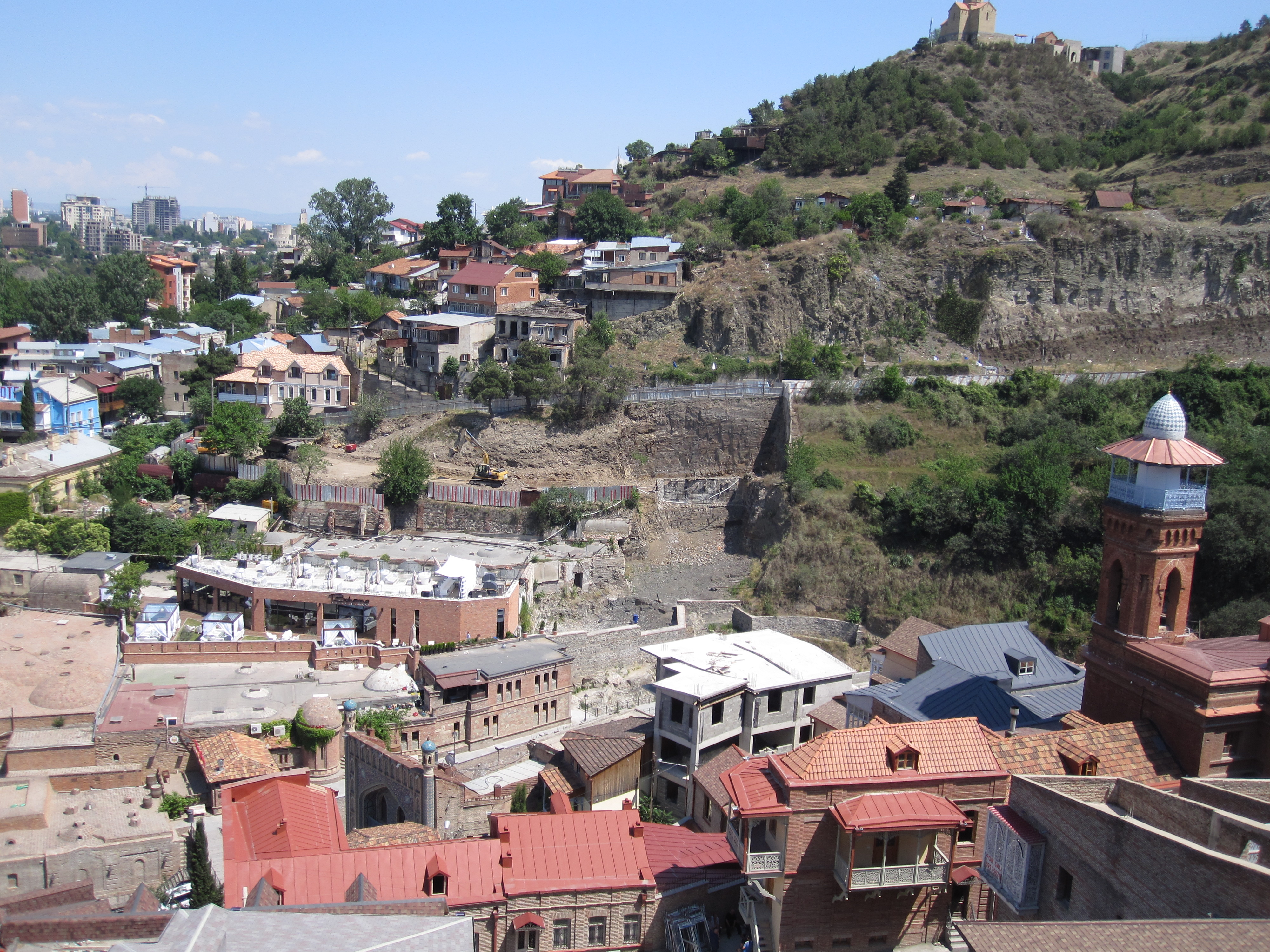
تصویری از منارهٔ مسجد تفلیس در محله ای از اهل تشیع در تفلیس

دین اکثریت آذری زبانان در این کشور اسلام است، ۸۰٪ آنان را شیعیان و ۲۰٪ را اهل تسنن تشکیل می‌دهند. قانون اساسی گرجستان آزادی دینی اقوام مسلمان را تصویب کرده‌است و بزرگترین مسجد شیعیان گرجستان توسط شاه اسماعیل به سال ۱۵۲۴ میلادی بنا شده‌است. دوران حکومت‌های کمونیستی مصادف با تخریب اماکن مقدس مسلمانان بود. پس از اتمام تخریب مساجد شیعیان در سال ۱۹۵۱ شیعیان در مسجد اهل تسنن که تنها مسجد باقی‌مانده در تفلیس بود برای عبادت مورد استفاده قرار می‌گرفت که قسمت شیعه و سنی مسجد توسط یک پرده از وسط جدا شده‌بود. از سال ۱۹۹۶ با برداشتن پرده در کنار یکدیگر از این مسجد استفاده می‌کنند. نماز جمعه نیز  در دو نوبت قبل از ظهر و بعد از ظهر، توسط شیعیان و اهل تسنن در تفلیس انجام می‌گیرد. در منطقه مارنئولی که دارای بیشترین پراکنش شیعیان در گرجستان می‌باشد، به شهر شیعه نشین گرجستان معروف هست که دارای مسجدی به نام امام علی (ع) می‌باشد. علاوه بر مسجد امام علی (ع ) در مارنئولی، شیعیان مساجد فعالی در سایر شهرهای این کشور نظیر مسجد جامع (جمعه) در تفلیس، مسجد مراغه گاردابانی، مسجد حضرت رسول (ص) در ده کیلومتری شهر مارنئولی و مسجد اهل بیت در منطقه سوغانلو از توابع تفلیس اشاره کرد.

## ترکیه
اکثریت شیعیان دوازده امامی ترکیه را مردم آذری و اکثریت آذری‌های ترکیه را نیز مسلمانان شیعه‌مذهب تشکیل می‌دهد. به‌طور کلی، جمعیت آذری‌ها در ترکیه به خوبی با جامعه ترک آمیخته شده‌اند. عمدتاً به دلیل نزدیکی فرهنگی و زبانی میان آذری‌ها و ترکان آناتولی است. با این حال، تفاوت‌هایی در زمینه‌های مذهب، گویش ترکی و تاریخ می‌دارند. جمعیت شیعیان دوازده امامی ترکیه در حدود ۱٫۳ میلیون نفر معادل با ۱٫۷٪ تا ۳ میلیون نفر معادل با ۴٪ برآورد می‌شود که جمعیت آذری‌های شیعه ترکیه از این ۱٫۳ میلیون نفر در حدود ۸۰۰،۰۰۰ نفر تخمین زده می‌شود شیعیان دوازده امامی در ترکیه از طریق قانون اساسی یا معاهدات بین‌المللی به رسمیت شناخته نشده اند، علاوه بر تشیع، از هیچ مذهب دیگری توسط دولت پشتیبانی مالی نمی‌شود و تنها پیروان اهل تسنن از کمک‌های دولتی برخوردار می‌باشند، اما اکثریت مردم آذری در ترکیه از آزادی عمل مطلوبی برخوردار هستند، به طوری که حدود ۴۰۰ عالم دینی شیعی، ۳۰۰ مسجد مخصوص شیعی، شهردار، نماینده مجلس و سایر کسبه‌های معروف نظیر مهندس، دکتر و... اشتغال دارند. نیمی از جمعیت آذری‌های شیعه ترکیه به استانبول مهاجرت کرده‌اند که منطقه هالکالی استانبول به دلیل مهاجرت مردم آذری، پیشینه جمعیتش را آذری‌های مقیم استانبول تشکیل می‌دهد که به منطقه شیعه نشین استانبول معروف هست، همچنین تجمعات اعتراض آمیز و سایر همایشهایی نظیر بزرگداشت واقعه عاشورا در این ناحیه از کلانشهر استانبول با مرکزیت مسجد زینبیه برای شیعیان آذری انجام می‌شود.

## روسیه
اکثریت آذری‌های روسیه را شیعیان تشکیل می‌دهند ولی اقلیت‌های حنفی، شافعی، تصوف و نقشبندیه نیز در بین‌شان یافت می‌شود. علاوه بر مساجدی نظیر مسجد جامع دربند و مسجد ایرانی‌های دربند که در شهرهای با پیشینه شیعی نظیر دربند در داغستان موجود اند، از معروفترین مساجد شیعی این جمهوری، می‌توان از مسجد خامنه واقع در پایتخت داغستان به نام ماخاچ قلعه نام برد، در آستراخان نیز اقوام آذری سابقه سکونت چندین ساله دارند به طوری که زندگی آذری‌ها در اطراف مسجد کیریوشی  در سال ۱۹۰۹ متمرکز بود؛ که در سال ۱۹۳۲ بسته شد. البته به تازگی مسجدی شیعی در آستاراخان واقع در خیابان باکو و به نام مسجد باکو بنیان‌گذاری شده‌است. با این حال آذری‌های شیعه پرشماری در مسکو و سن پترزبورگ سکونت دارند، که در گذر زمان به نواحی مرکزی، پرجمعیت و مهم فدراسیون روسیه مهاجرت کرده‌اند. که فعالیت‌های دینی خود را در آنجا به انجام می‌رسانند.

## ارمنستان

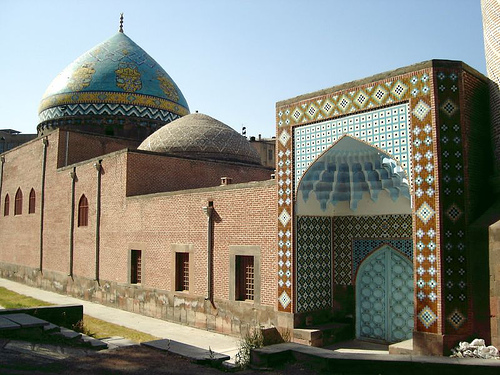
مسجد کبود ایروان

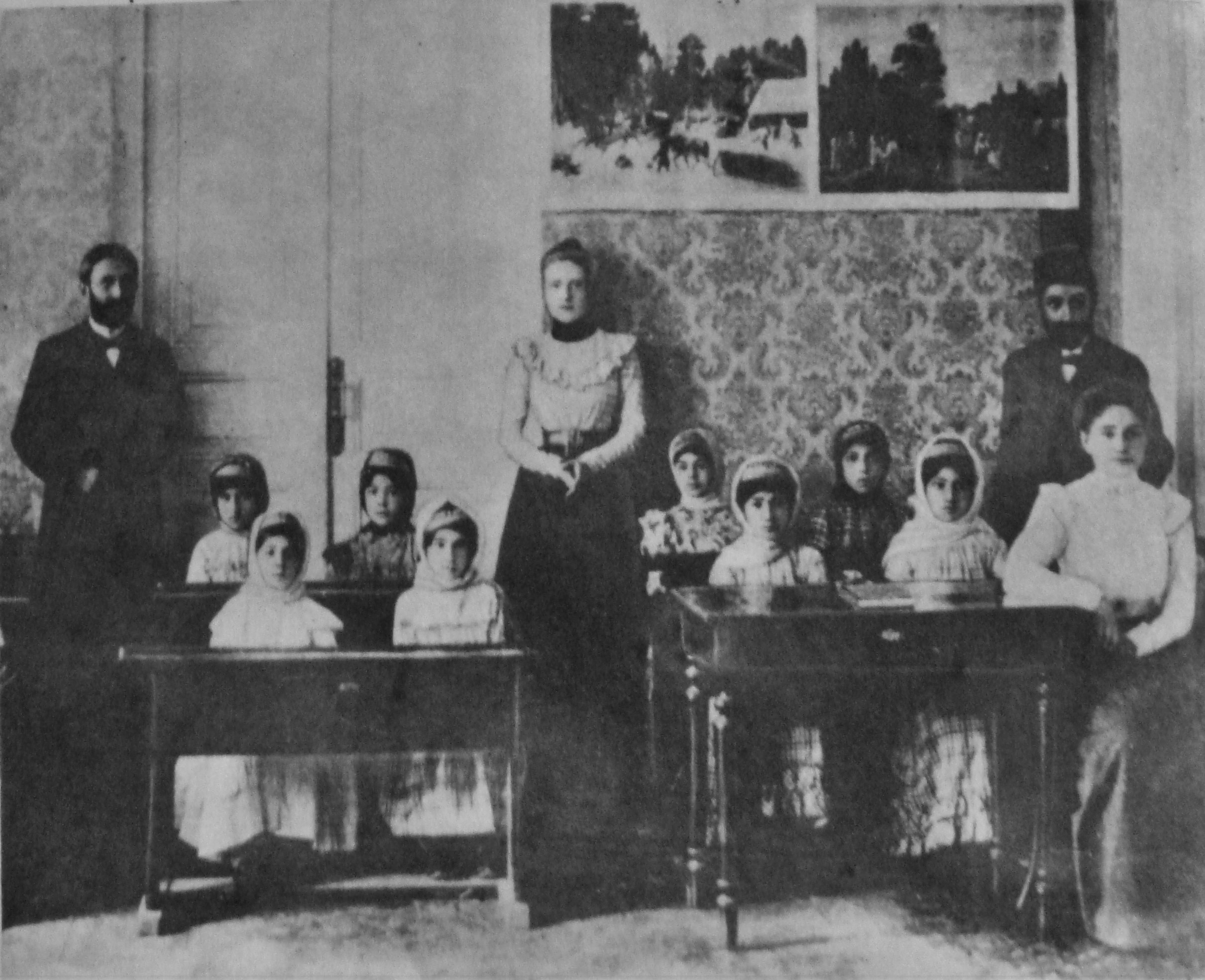
کارکنان و دانش آموزان مدرسه مسلمانان روسیه در ایروان به سال ۱۹۰۲ میلادی

آذری‌های ارمنستان: قبل از اخراج از این کشور از لحاظ دینی-مذهبی اکثریت را شیعیان تشکیل می‌داند، به جز مناطق کوچکی از تالین، شیراک و ودی که سنی‌مذهب بودند.

## علمای دینی
جدول زیر فهرستی از معروف‌ترین و شناخته شده‌ترین آیت الله‌ها و روحانیون برجسته آذربایجانی می‌باشد
| نام                     | توضیحات                           | نام                         | توضیحات                                         |
| ----------------------- | --------------------------------- | --------------------------- | ----------------------------------------------- |
| عبدالحسین امینی         | فیلسوف و مرجع تقلید شیعه          | شیخ ابراهیم زنجانی          | مجتهد، آزادی‌خواه و روشنفکر                      |
| علامه طباطبایی          | فیلسوف و نویسنده کتب معروف شیعی   | میرزا جواد تبریزی           | از مراجع تقلید شیعه                             |
| علامه جعفری             | فیلسوف                            |                             |                                                 |
| جواد غروی علیاری        | از مراجع تقلید شیعه               | میرزا علی احمدی میانجی      | از فقهای شیعه                                   |
| میرزا ابراهیم تبریزی    | از روحانیان تأثیرگذار مشروطه      | سید عبدالکریم موسوی اردبیلی | از مراجع تقلید شیعه                             |
| سیدحسین اردبیلی         | از روحانیان تأثیرگذار مشروطه      | سید محمدکاظم شریعتمداری     | از مراجع تقلید شیعه                             |
| اسدالله بیات زنجانی     | از مراجع تقلید شیعه               | سید عزالدین حسینی زنجانی    | از مراجع تقلید شیعه                             |
| محمد مجتهد شبستری       | فیلسوف و پژوهشگر                  | محمد مفتح                   | روحانی سرشناس                                   |
| سید یحیی یثربی          | پژوهشگر                           | صادق خلخالی                 | روحانی شیعه و حاکم معروف دادگاه‌های پس از انقلاب |
| میرزا محمود اصولی       | از مجتهدان شیعه                   | سید موسی شبیری زنجانی       | از مراجع تقلید شیعه                             |
| ثقةالاسلام تبریزی       | از روحانیان مشروطه‌طلب و آزادی‌خواه | عباسعلی عمید زنجانی         | از روحانیون برجسته                              |
| سید ابوالقاسم خویی      | از مراجع تقلید شعه                | میرزا ابوطالب زنجانی        | از مجتهدان شیعه                                 |
| میرزا فضلعلی آقا تبریزی | از روحانیان مشروطه‌خواه            | مسلم ملکوتی                 | از مراجع تقلید شیعه                             |
| میرزاحسن تبریزی         | از روحانیان تأثیرگذار مشروطه      | سید محمد حجت کوه‌کمری        | از مراجع تقلید شیعه                             |
| جعفر سبحانی             | از مراجع تقلید شیعه               | سید علی خامنه ای            | از مراجع تقلید شیعه و رهبر کنونی ایران          |

## توضیحات
1. ↑  تا قبل از جنگ قره باغ
2. ↑  اقلیت‌های سنی مذهب ترک های آذربایجانی در ایران، جمهوری آذربایجان، گرجستان، روسیه و ترکیه یافت می‌شوند
3. ↑  فرقه مذهبی شیعه گرا که اکثریت پیروان آن در ترکیه زندگی می کنند.
4. ↑  پاشازاده از سال 1980 میلادی، برای ریاست این سازمان دینی به صورت انتخابات و هر پنج سال یکبار برگزیده شده است.
5. ↑  در داخل فهرست مساجد جمهوری آذربایجان، مساجد شیعیان تُرک آذربایجانی با علامت TS مشخص شده است.
6. ↑  از جمعیت حدود 130،000 هزار نفری شهرستان مارنئولی و 20,00 هزار نفری شهر مارنئولی بیش از 83% را تُرک ها را تشکیل می‌دهند
7. ↑  قبل از انقلاب 1357 ایران؛ توسط ایرانیان اهل مراغه تاسیس شده است.
8. ↑  جدایی از شیعیان دوازده امامی؛ فرقهٔ مذهبی شیعه گرای علویان (ترکیه) در حدود 10 الی 15 میلیون نفر از جمعیت ترکیه را شامل می‌شوند.
9. ↑  نظیر نماینده حوزه انتخابیه ایغدیر؛ سنان اوغان
10. ↑  در حدود ۳۰۰ الی ۴۰۰ هزار نفر
11. ↑  Kriushi Mosque
12. ↑  مسجد کبود ایروان تا قبل از جنگ قره باغ و اخراج آذربایجانی‌ها از ارمنستان در اختیار و اداره آذری‌های ارمنستان بود، که بعد از استقلال جمهوری ارمنستان، توسط جمهوری اسلامی ایران از سوی بنیاد مستضعفان و جانبازان تعمیر و بازسازی شده و در حال حاضر مسئولین ایرانی، امورات و اداره مسجد را برعهده دارند.